# Château de Terride (Tarn)
Pour les articles homonymes, voir Château de Terride.
Le château de Terride est un château situé à Puycelsi dans le Tarn, en région Occitanie (France). C'est aujourd'hui un domaine viticole.

## Historique

### Origine
Le château de Terride est construit à partir de 1652 par une riche famille de maîtres-verriers de l'albigeois, la famille de Grenier de Terride. La tradition familiale affirme que le droit de travailler le verre leur avait été octroyé par Saint-Louis, en remerciement de leur participation aux croisades. La sobre bâtisse de style classique sert alors dans un premier temps de simple relais de chasse, où les nobles propriétaires pratiquent la chasse à courre, et se trouve donc au beau milieu de luxuriantes forêts, et à proximité de la forêt de Grésigne. Alors que la culture de la vigne devient l'activité principale du domaine, le château en lui-même est continuellement remanié du XVIIe au XIXe siècle.

### Domaine viticole
Vers 1960, le domaine du château est converti en un domaine viticole sur ses 35 hectares, domaine faisant partie de l'appellation d'origine contrôlée Gaillac. C'est d'ailleurs le seul vignoble sous cette appellation présent sur la commune de Puycelsi. En 1996, Jean-Paul et Solange David le rachètent et s’emploient à diversifier les activités du domaine. Les cépages du château de Terride sont principalement des cépages autochtones tels que Braucol et Duras pour les vins rouges, ainsi que Loin de l'œil et Mauzac pour les blancs. Le château est aujourd'hui géré par Alix David et son époux Romain Gérard.[réf. nécessaire]